# Rio Anieș
O Rio Anieş é um rio da Romênia afluente do rio Someşul Mare, localizado no distrito de Bistriţa-Năsăud.